# Brewer's Gold
Brewer's Gold is een hopvariëteit, gebruikt voor het brouwen van bier.
Deze hopvariëteit is een “dubbeldoelhop”, bij het bierbrouwen gebruikt zowel voor zijn aromatische als zijn bittereigenschappen. Dit is samen met Bullion een van de eerste variëteiten ontwikkeld door professor Salmon in het Wye Agriculture College te Kent rond 1919 en werd op de markt gebracht in de jaren dertig. De soort wordt voornamelijk geteeld in het zuiden van Duitsland en ook in Poperinge.

## Kenmerken
- Alfazuur: 6 – 9%
- Bètazuur: 3,1%
- Eigenschappen: zwarte bes, fruitig en kruidig met een uitgebalanceerde bitterheid